# Anders Andersson i Östby
Anders Andersson (i riksdagen kallad Andersson i Östby), född 29 mars 1771 i Åmåls socken, Älvsborgs län, död 15 april 1832 i Åmåls socken, var en svensk häradsdomare och riksdagsman i bondeståndet.
Andersson företrädde Tössbo och Vedbo härader av Älvsborgs län vid 1810 års urtima riksdag. Vid denna riksdag var han elektor för bondeståndets elektorsval, ledamot i allmänna besvärs- och ekonomiutskottet samt suppleant i förstärkta statsutskottet.